# 旅コミ北海道じゃらんdeGO!
『旅コミ北海道 じゃらん de GO!』（たびコミほっかいどう じゃらんでゴー!）は、テレビ北海道（TVh）で毎週土曜日18:30 - 19:00に放送されている旅番組である。

## 概要
リクルートの旅行専門誌『じゃらん』の北海道版『北海道じゃらん』とのタイアップ番組で、北海道内の観光地やグルメなどを紹介している。まれに北海道外の観光地やグルメなどを紹介することもあるが、この場合には新千歳空港発着を取り入れた内容で紹介する。番組の中盤または終盤に「知っ得情報」（後に「知っ得プラス」）として『北海道じゃらん』の編集長が顔出し出演する。ナレーションはGUCHYが担当。プレゼントコーナーを設けている回もある。本番組の次の時間帯に放送されるのが『土曜スペシャル』であるため、TVhではこの番組とあわせて約2時間半にわたり、2番組連続で旅とグルメの情報が放送されている。

## 来歴
1997年6月7日に土曜日9時台前半枠（9:00 - 9:30）で『旅コミ北海道 おでかけじゃらん』と題して放送開始した後、1998年4月4日放送分から現タイトルになって現在の時間帯へと移動した。2012年6月に前身番組時代を含めた放送開始から15年を迎え、同年12月29日放送の1時間スペシャルで通算800回を迎えた。現在放送中のTVh自社制作レギュラー番組の中では、開局時から放送されている『TVh道新ニュース』に次いで2番目に長い。番組開始以来、4:3標準画質での放送が長年続いていたが、2010年7月放送分をもってハイビジョン収録へと移行した。
2013年4月7日から毎週日曜日11:00 - 11:30で9日遅れの再放送もスタートさせたが、2013年7月21日からテレビ東京製作の『ABChanZoo』を同時ネットで放送するため、その前週の7月14日に一旦再放送を終了。その後、同年10月4日から毎週金曜日11:35 - 12:05で6日遅れの再放送を再開している。2021年1月現在、毎週水曜日26:05 - 26:35と毎週金曜日14:27 - 14:57の週2回再放送している。
基本的に、年末年始の特別番組およびTXN各局のネットワークセールスによるスポーツ特番が編成されるとき、毎年6月の第３土曜日に「YOSAKOIソーラン祭り」の特番での放送されなかった「日曜ビッグバラエティ」の振替放送を行なうとき以外には休み無しで放送されているが、年内最初の放送となる毎年1月の正月3が日期間、もしくは年末に通常のレギュラー放送とは異なる時間帯で1時間の新春スペシャルが放送される。前時間の『知られざるガリバー〜エクセレントカンパニーファイル〜』の同時ネット終了直後に15秒間の予告が放送される。イレギュラーで火曜日か土曜日のゴールデンタイム（19時台か20時台）に1時間番組として特別番組を編成することもある。
2014年1月11日には放送850回記念、2015年2月7日には放送900回記念、2017年3月4日には1000回記念で2時間30分スペシャルを放送。
番組制作協力会社はノーステレビスタッフとユープロダクション。

## リポーター
2024年4月現在、下記の通りローカルタレントがリポーターを務めている。TVhのアナウンサーは基本的に出演しないが、2014年1月11日放送の2時間30分スペシャルでは千葉真澄・磯田彩実の両アナウンサーが出演している。
- 安藤麻実
- haruka (吉田晴香)
- aika
- chiyumi
- yurara
- ひなた日姫

### 主な歴代リポーター一覧
- 相川紗登士
- 奈良愛美
- 飯野智行
- かみむらしんや
- 石川晴恵
- 森崎博之（TEAM NACS）
- 音尾琢真（TEAM NACS）
- 市原
- 小山めぐみ
- 田村剛志
- 喜多よしか
- 青山千景
- 東李苑
- 徳村里菜
- 谷口いくみ
- 後藤　静香
- 田中　陽子
- 榎本　由貴子
- 吉田ひろか
- 三谷真理子